# Phyllophaga microchaeta
Phyllophaga microchaeta är en skalbaggsart som beskrevs av Moser 1924. Phyllophaga microchaeta ingår i släktet Phyllophaga och familjen Melolonthidae. Inga underarter finns listade i Catalogue of Life.